# Utwór cykliczny
Utwór cykliczny, czyli wieloczęściowy. Forma cykliczna powstaje w wyniku zestawienia obok siebie form, które istnieją również samodzielnie (np. tańce stylizowane, scherzo, preludium, fuga, rondo, forma sonatowa, utwory liryczne).
Części cyklu zestawiane są na zasadzie kontrastu melodyczno-rytmicznego, tempa, tonacji, faktury, budowy formalnej itp. Jednocześnie uzupełniają się wyrazowo.

## Przykładowe formy cykliczne

### Wokalno-instrumentalne
- kantata;
- oratorium;
- msza;
- opera.

### Instrumentalne
- koncert;
- suita (w baroku najczęściej: allemande, courante, sarabanda i gigue);
- sonata
  - w późnym baroku: sonata da chiesa (adagio, allegro, adagio, allegro) i sonata da camera (allegro, adagio, allegro);
  - w klasycyzmie najczęściej: allegro, adagio, menuet lub (później) scherzo, allegro;
- symfonia;
- serenada;
- divertimento;
- kasacja;
- nokturn.